# Катакамас
Катакамас (исп. Catacamas) — город и муниципалитет на востоке центральной части Гондураса, на территории департамента Оланчо.

## Географическое положение
Расположен в центральной части департамента, в 210 км к северо-востоку от столицы страны, города Тегусигальпа.
Абсолютная высота — 346 метров над уровнем моря. Площадь муниципалитета составляет 7174 км². Примерно в 5 км к востоку от города находятся знаменитые пещеры Талгуа (Cuevas de Talgua), открытые в 1935 году.

## Население
По данным на 2013 год численность населения составляет 50 076 человек.
Динамика численности населения города по годам:
| 1974  | 1988   | 2001   | 2013   |
| ----- | ------ | ------ | ------ |
| 9 134 | 17 965 | 29 024 | 50 076 |

## Галерея
- Центральный парк
- Церковь
- Рынок в центре города